# لوئیجی بورلاندو
لوئیجی بورلاندو (به ایتالیایی: Luigi Burlando) بازیکن فوتبال و اهل ایتالیا است که از سال ۱۹۲۰ میلادی عضو تیم ملی فوتبال ایتالیا بوده و در ۱۹ بازی ملی حضور داشته‌است. او در بازی‌های ملی‌اش ۱ گل به ثمر رساند.
لویجی بورلاندو آخرین بازی ملی خود را در سال ۱۹۲۵ میلادی انجام داد.